# Chorthippus apicalis
Chorthippus apicalis is een rechtvleugelig insect uit de familie veldsprinkhanen (Acrididae). De wetenschappelijke naam van deze soort is voor het eerst geldig gepubliceerd in 1840 door Herrich-Schäffer.